# 帕默縣 (德克薩斯州)
帕默县（英語：Parmer County）是美國德克薩斯州北部狹地的一個縣，西鄰新墨西哥州。面積2,293平方公里。根据美國2000年人口普查，共有人口10,016人。縣治法威爾（Stinnett）。
成立於1876年8月21日，縣政府成立於1907年。縣名德克薩斯共和國國會議員、《德克薩斯獨立宣言》簽署者之一馬丁·帕默（Martin Parmer）。